# جوني ارين
جوني ارين (بالإنجليزية: Johnny Warren)‏ (17 مايو 1943 بسيدني في أستراليا - 6 نوفمبر 2004 بسيدني في أستراليا) هو مدرب كرة قدم ومعلق رياضي ولاعب كرة قدم أسترالي في مركز الوسط، شارك في كأس العالم 1974. وشارك مع منتخب أستراليا لكرة القدم. أما مع النوادي، فقد لعب مع ستوكبورت كونتي وسانت جورج ساينتس ‏ وبانكستاون باريز ‏.

## وصلات خارجية
- جوني ارين على موقع الاتحاد الدولي (مؤرشف)  (الإنجليزية)
- جوني ارين على موقع قاعدة بيانات كرة القدم.إي يو (الإنجليزية)
- جوني ارين على موقع ناشيونال فوتبول تيمز (الإنجليزية)
- جوني ارين على موقع عالم كرة القدم.نت (الإنجليزية)
- جوني ارين على موقع قاعة أستراليا للمشاهير الرياضية (الإنجليزية)